# فارمينغتون (نيوهامشير)
فارمينغتون (بالإنجليزية: Farmington, New Hampshire)‏ هي مستوطنة تقع في الولايات المتحدة في مقاطعة سترافورد. يقدر عدد سكانها بـ 6,786 نسمة ومساحتها 97.2 كم2 وترتفع عن سطح البحر 87 متر.

## الموقع الجغرافي
الموقع الجغرافي للمناطق المحيطة بهذه النقطة هو كالتالي:

## معرض صور

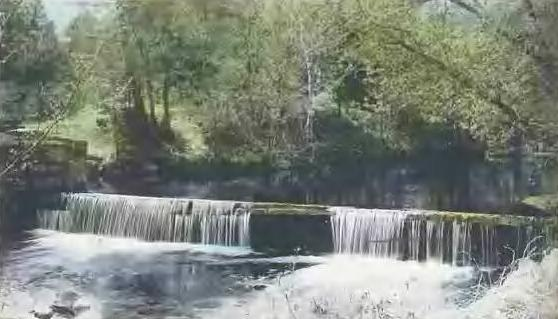
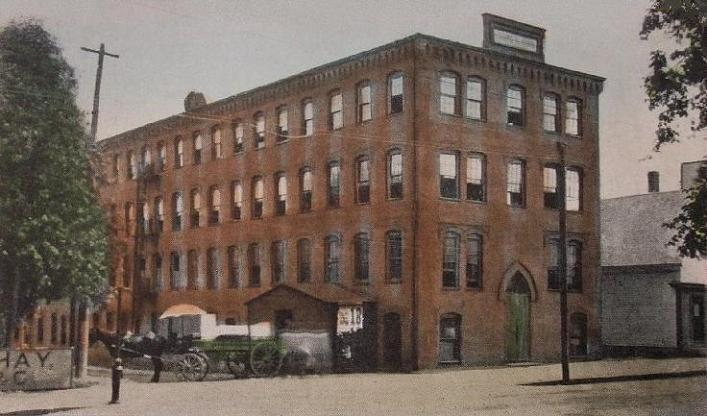
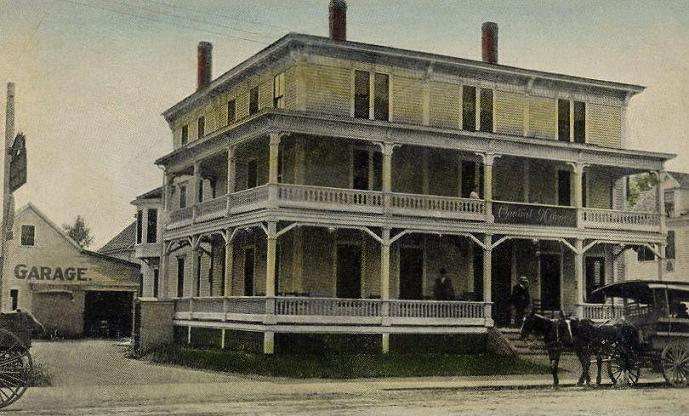
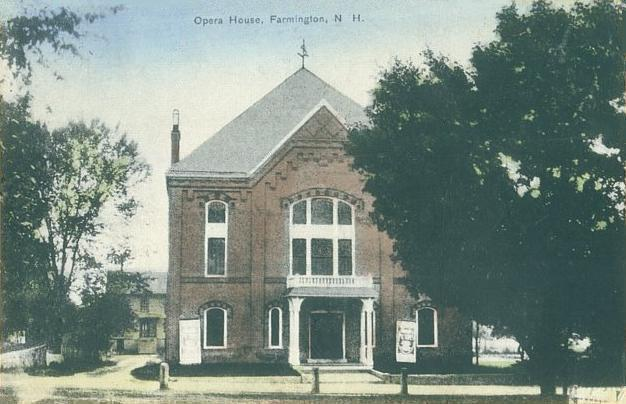

## أعلام
- شيرلي باركر
- هنري ويلسون
- هنري كلينتون فال
- هاري بيمس
- رايموند بيرل